# Podocarpus polystachyus
Espèce
Statut de conservation UICN

 VU A4ac : Vulnérable
Podocarpus polystachyus est une espèce de plantes de la famille des Podocarpaceae. C'est un arbre tropical originaire du sud de l'Asie et de l'Océanie proche.

## Description
Cet arbre atteint de 1 à 20 m de hauteur; son écorce est brun rougeâtre. Les feuilles, longues et étroites chez les jeunes arbres, s'ovalisent un peu chez les individus plus âgés. Les dimensions des feuilles sont de 6 à 13 cm de longueur pour 3 à 10 mm de largeur.
Les individus mâles produisent des grappes de cônes de couleur crème un peu jaunâtre, qui produisent un pollen blanchâtre. Les individus femelles produisent un cône très modifié, réduit à un réceptacle charnu surmonté d’un unique ovule. Après fécondation, l'ovule se transforme en graine tandis que le réceptacle s'agrandit et devient d’un rouge brillant.

## Répartition et habitat
Cette espèce pousse dans des zones côtières du sud-est de l'Asie et en Nouvelle-Guinée. Il est un des rares conifères capables de pousser dans des mangroves, il peut aussi être présent sur les plages ou sur des côtes rocheuses.

## Taxinomie et systématique
Ce taxon présente plusieurs synonymes :
- Nageia polystachya (R.Br. ex Endl.) Kuntze, 1891 ;
- Margbensonia polystachya (R.Br. ex Endl.) A.V.Bobrov & Melikyan, Byull., 1998 ; '
- Podocarpus thevetiifolius Zipp. ex Blume, 1847 publ. 1849 ;
- Podocarpus polystachyus var. thevetiifolius (Zipp. ex Blume) Silba, 1990.
- Podocarpus polystachyus subsp. thevetiifolius (Zipp. ex Blume) Silba, 2010 ;
- Nageia thevetiifolia (Zipp. ex Blume) Kuntze, 1891 ;
- Margbensonia thevetiifolia (Zipp. ex Blume) A.V.Bobrov & Melikyan, Byull, 1998.

## Podocarpus polystachyuset l'homme
Le bois de cette espèce est exploité. Ces arbres peuvent être plantés pour agrémenter parcs ou bords de route. On peut les utiliser pour produire des bonsaïs.
L'espèce est en danger.